# زوربینگ
زوربینگ(Zorbing) یکی از بازی‌های مفرح است که در آن افراد به دورن یک کره شفاف از جنس PVC به نام زورب(Zorb) می‌روند و از ارتفاع‌های بلند به سمت پایین می‌غلتند.
زوربینگ اصولاً بر روی یک شیب ملایم انجام می‌شود اما دیده شده‌است که برای کنترل بیشتر سواران زروب آن را بر روی یک سطح صاف نیز انجام دهند. برای انجام این بازی در صورتی که تپه ای نباشد رمپ‌هایی را ساخته‌اند که بازی را آنجا انجام دهند
زوربینگ به‌طور کلی بر روی یک شیب ملایم اجرا می‌شود، اما همچنین می‌تواند روی یک سطح سطح انجام شود، که امکان کنترل بیشتر سواران را فراهم می‌کند.

## تاریخچه

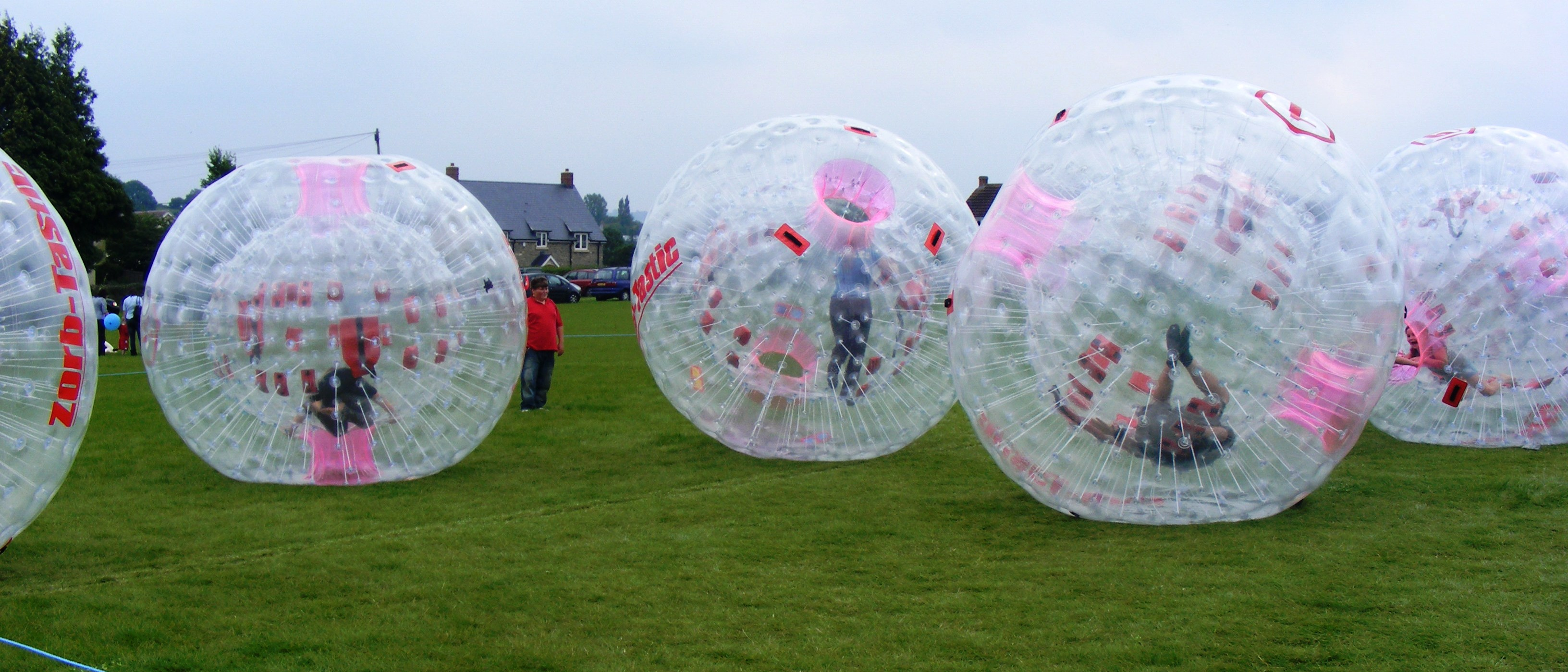
Zorbing در جویدن استوک برداشت Home سپتامبر ۲۰۱۰

دیوید و اندرو آکر دو برادر نیوزلندی، اولین کسانی بودند که از ابزار بازی حیوان خانگی بامزه همستر به نام Hamster Balls به ایده ساخت بازی جذاب و پرنشاط زوربینگ برای انسان‌ها افتادند. این دو کره ایی شفاف را از جنس پلاستیک بگونه ایی ساختند که یک نفر درون این کره جایی بگیرد بطوری که جان آن فرد به مخاطره نیوفتد و در فضایی بسته و کاملاً امن برای لحظاتی به بازی و سرگرمی بپردازند.
در ادامه زوربینگ به یکی از ورزش‌های پرطرفدار و جذاب نیوزلند بدل شد، بطوریکه این بازی در زمان قابل توجه ای به سایر کشورها در سراسر جهان گسترش پیدا کرد و حالا از ساخت این بازی چندین رشته ورزشی دیگر مانند فوتبال حبابی و … به وجود آمده‌است که خیلی از کشورها به صورت جدی در این زمینه فعالیت می‌کنند و به مقام‌های جهانی می‌رسند.